# Johann Joseph Jansen
Johann Joseph Jansen (1825–1849) nasceu na Alemanha. Ele era irmão de Karl Jansen. Johann Joseph era um democrata e tornou-se líder da Associação dos Trabalhadores de Colónia. Ele era um apoiante de Gottschalk. Ele foi baleado pelas autoridades prussianas em 1849 pela sua participação na revolta de Baden-Palatinado de 1849.